# شانون كيني
شانون كيني (بالإنجليزية: Shannon Kenny)‏ هي ممثلة أسترالية، ولدت في 26 مايو 1971 في أستراليا.

## وصلات خارجية
- شانون كيني على موقع IMDb (الإنجليزية)
- شانون كيني على موقع أول موفي (الإنجليزية)
- شانون كيني على موقع قاعدة بيانات الفيلم (الإنجليزية)